# Пиренейская выхухоль
Пиренейская выхухоль (лат. Galemys pyrenaicus) — млекопитающее семейства кротовых отряда насекомоядных. Эндемик Пиренейского полуострова. Единственный современный вид в роде пиренейских выхухолей (Galemys).

## Образ жизни и распространение
Маленькое полуводное млекопитающее. Она меньше русской выхухоли: длина тела 11—16 см, хвоста — 12—16 см. Весит от 35 до 80 г. Хвост почти округлой формы в поперечном сечении, беловатой окраски, в терминальном отделе сжат с боков и имеет гребень из коротких жестких волос; морда сильно вытянута, шерсть густая и мягкая; нос и конечности у зверька темные, почти чёрные.
Распространена вдоль Пиренейского хребта (на границе Франции и Испании), а также в горах Центральной Португалии. Обитает по берегам небольших горных рек и озёр на высоте от 300 до 1200 м над уровнем моря. 
Питается водными насекомыми, пресноводными ракообразными и мелкой рыбой. Часто охотится на суше. Наиболее активна в ночное время. Выхухоли опытные пловцы, приспособленные к своей водной среде обитания, их когти позволяют им хорошо лазать.
Брачный период происходит между ноябрём и маем. Течка у самок начинается в январе. Самка рождает от одного до пяти детёнышей (обычно четырех); в год приносит два-три приплода (с февраля по июль). 
Продолжительность жизни пиренейской выхухоли — до трех с половиной лет.

## Систематика
Выделяют два подвида:
- Galemys pyrenaicus pyrenaicus
- Galemys pyrenaicus rufulus